# Ото VI (Ваймар-Орламюнде)
Вижте пояснителната страница за други личности с името Ото VI.
Ото VI (VII) (на немски: Otto VI von Weimar-Orlamünde; Otto VII; * 1297; † 28 юли 1340) от род Аскани е граф на Ваймар-Орламюнде от 1318 до 1340 г.
Той е син на граф Ото IV фон Ваймар-Орламюнде (1279 – 1318) и първата му съпруга графиня Аделхайд фон Кефернбург († 1304/1305). Внук е на граф Ото III фон Ваймар-Орламюнде, който 1279 г. подарява манастир Химелкрон в Бамберг.
Ото VI се жени през 1321 г. за ландграфиня Кунигунда фон Лойхтенберг (ок. 1303 – 1382), дъщеря на ландграф Улрих I фон Лойхтенберг (1293 – 1334). Бракът е бездетен.
Последван е като граф от братовчед му Фридрих I.